# Тенканен, Туула
Ту́ула Те́нканен (фин. Tuula Tenkanen; род. 11 августа 1990, Эспоо, Финляндия) — финская яхтсменка, участвующая в соревнования в классе Лазер Радиал, серебряный призёр чемпионата мира 2013 года, участница двух летних Олимпийских игр.

## Спортивная биография
В 2007 году Тенканен стала чемпионкой мира среди юниоров. В 2008 году представляла Финляндию на летних Олимпийских играх в Пекине в классе «Лазер Радиал», заняв 22 позицию. В 2013 году стала серебряной медалисткой на чемпионате мира по парусному спорту и двукратным бронзовым призёром на чемпионатах Европы 2015 и 2016 годов.
Летом 2016 года была включена в состав сборной Финляндии для участия в летних Олимпийских играх 2016 года. Трижды финская яхтсменка заканчивала гонки в тройки сильнейших, благодаря чему Тенканен до последнего боролась за победу. Удачное выступление в медальной гонки могло позволить Тууле попасть в число призёров, но на финише финская спортсменка была лишь девятой, в результате чего в итоговой таблице она заняла только 5-е место.